# بهارستان (جم)
بهارستان شهری از توابع بخش مرکزی شهرستان جم استان بوشهر در جنوب ایران می باشد.
این شهر در شهرستان جم قرار دارد و بر اساس سرشماری سال ۱۳۹۵ جمعیت آن ۵۹۸۹ نفر (۱۵۰۷ خانوار) است.
بهارستان در هفته دولت، سال ۱۳۹۸ رسماً به شهر ارتقا یافت.